# Een avontuur met een staartje
Een avontuur met een staartje is een Amerikaanse animatiefilm uit 1986. De originele Engelstalige titel luidt An American Tail. In de film zijn de stemmen te horen van Philip Glasser, John Finnigan, Amy Green, Nehemiah Persoff, Dom deLuise en Christopher Plummer. Het verhaal gaat over Fievel Mousekewitz en zijn familie die gaan emigreren van Rusland naar de Verenigde Staten om meer vrijheid te krijgen. Fievel verdwaalt en moet een manier vinden om zijn familie terug te vinden. 

## Rolverdeling
| Acteur              | Personage          |
| ------------------- | ------------------ |
| Phillip Glasser     | Fievel Mousekewitz |
| Dom DeLuise         | Tiger              |
| Nehemiah Persoff    | Papa Mousekewitz   |
| Erica Yohn          | Mama Mousekewitz   |
| John P. Finnegan    | Warren T. Rat      |
| Cathianne Blore     | Bridget            |
| Amy Green           | Tanya Mousekewitz  |
| Pat Musick          | Tony Toponi        |
| Madeline Kahn       | Gussie Mausheimer  |
| Neil Ross           | Eerlijke John      |
| Will Ryan           | Digit              |
| Christopher Plummer | Henri              |
| Hal Smith           | Moe                |

Ook is deze film in het Nederlands nagesynchroniseerd, met onder andere Arnold Gelderman als Pappa Mousekewitz.